# Episodi di Cinque ragazze e un miliardario (prima stagione)
La prima stagione della serie televisiva Cinque ragazze e un miliardario è stata trasmessa in anteprima negli Stati Uniti d'America dalla NBC tra il 9 marzo 1987 e il 26 aprile 1987.
| nº | Titolo originale     | Titolo italiano | Prima TV USA   | Prima TV Italia |
| -- | -------------------- | --------------- | -------------- | --------------- |
| 1  | Pilot                |                 | 9 marzo 1987   |                 |
| 2  | High Society         |                 | 15 marzo 1987  |                 |
| 3  | Foley vs. Foley      |                 | 22 marzo 1987  |                 |
| 4  | First Love           |                 | 29 marzo 1987  |                 |
| 5  | Business Is Business |                 | 5 aprile 1987  |                 |
| 6  | Patty's Mom          |                 | 12 aprile 1987 |                 |
| 7  | Bad Blood            |                 | 19 aprile 1987 |                 |
| 8  | Born to Ride         |                 | 26 aprile 1987 |                 |